# Søren Pape Poulsen
Pour les articles homonymes, voir Poulsen.
Søren Pape Poulsen, né le 31 décembre 1971 à Bjerringbro et mort le 2 mars 2024, est un homme politique danois, président du Parti populaire conservateur de 2014 à sa mort. Élu local en tant que maire de Viborg jusqu'en 2014, il est ensuite député depuis 2015. Il est ministre de la Justice de 2016 à 2019 dans le gouvernement de Lars Løkke Rasmussen.

## Biographie

### Études
Søren Pape Poulsen a fait des études des études de transport maritime à Grundfos. Il suit également une formation d'enseignant à Ribe, sans l'achever. Il enseigne ensuite à Bjerringbro.

### Débuts en politique
Il est élu au conseil municipal de Bjerringbro en 2001. À la suite de la réforme territoriale danoise de 2007, la municipalité de Bjerringbro est rattachée à la ville de Viborg, et Pape Poulsen est devenu membre du nouveau conseil municipal.

### Bourgmestre de Viborg
Après les élections locales de 2009, il forme une coalition rassemblant autour de son parti, les Sociaux-démocrates, le Parti populaire socialiste et le Parti populaire, et devient bourgmestre de la ville. Lors des élections de 2013, les Conservateurs ayant doublé leur nombre de sièges, Pape Poulsen conserve son siège de bourgmestre.
Le 3 septembre 2014, Torsten Nielsen, également membre du parti populaire conservateur, lui succède en tant que Bourgmestre de Viborg.

### Président du Parti populaire conservateur
Le 6 août 2014, Lars Barfoed démissionne de la tête du Parti populaire conservateur, et annonce soutenir Pape Poulsen pour assurer sa succession. Le jour suivant, le groupe parlementaire du parti élit à l'unanimité Pape Poulsen à la présidence du parti, avant que cette décision ne soit confirmée par le congrès de la formation le 26 septembre 2014.
Lors des élections législatives de juin 2015, le parti remporte 3,35 % des suffrages et 6 sièges, un recul par rapport au précédent scrutin mais qui permet tout de même à  Pape Poulsen d'être élu député au Folketing dans la circonscription du Jutland de l'Est.
Le 28 novembre 2016, il devient ministre de la Justice dans le gouvernement Lars Løkke Rasmussen III.
Au printemps 2017, il fait adopter une loi contre les campements sauvages de Roms dans Copenhague et en juin une loi contre la mendicité, visant notamment les gens du voyage, dont le nombre grandit dans la capitale danoise. 
Son mandat ministériel est caractérisé par un durcissement de la politique juridique et l'augmentation des peines pour les délits personnels et économiques.
Face à l’augmentation de la population carcérale, il cherche à délocaliser l'incarcération de condamnés étrangers et tente, sans succès, de louer des centres de détention en Lituanie et en Roumanie.

### Vie privée
Le 10 août 2014, il annonce publiquement son homosexualité. Cette annonce provoque indirectement la tenue des élections législatives de 2022 aux îles Féroé. Les propos homophobes du ministre des Affaires étrangères des îles Féroé Jenis av Rana tenus en octobre au cours de la campagne électorale des élections législatives danoises de 2022 à l'encontre de Søren Pape Poulsen conduisent en effet à la tenue d'élections anticipées dans l'archipel. Au cours d'une émission de radio, le ministre déclare en effet ne pas pouvoir soutenir Søren Pape Poulsen en raison de son homosexualité. Il déclare ainsi que « Le fait de vivre en tant que soi-disant homosexuel est contraire à la loi fondamentale que moi, mon parti et je pense les îles Féroé suivent ».
Les propos homophobes du ministre provoquent l'indignation et conduisent l'opposition à appeler au vote d'une motion de censure. Le 8 novembre, le Premier ministre féroïen Bárður á Steig Nielsen réagit en démettant Jenis av Rana de ses fonctions. En réponse, ce dernier annonce le retrait du Parti du centre de la coalition gouvernementale. Face à la perte de sa majorité absolue au Løgting, le Premier ministre entreprend des consultations avec les différents chefs de partis puis, le lendemain 9 novembre, annonce la convocation d'élections anticipées pour le 8 décembre,.
Il vit avec son compagnon Josue Medina Vasquez depuis 2015, jusqu'à leur séparation en 2022.
Il meurt le 2 mars 2024 à 52 ansdes suites d'une hémorragie cérébrale.